# 가드맨바위왈라비
가드맨바위왈라비(Petrogale godmani)는 캥거루과에 속하는 바위왈라비속 유대류의 일종이다. 오스트레일리아 퀸즐랜드주 북부와 북동부 지역에서 발견된다. 저지대 개활지 숲과 관목 숲 또는 산지 숲 그리고 해안 근처에서 발견되기도 한다. 먹이를 구하는 지역 근처의 바위로 된 지역에 몸을 숨긴다. 가드맨바위왈라비는 군집생활을 하는 야행성 동물로 세력권세의 습성을 가진 초식동물이다.